# Armigeres candelabrifer
Armigeres candelabrifer är en tvåvingeart som beskrevs av Steffen Lambert Brug 1939. Armigeres candelabrifer ingår i släktet Armigeres och familjen stickmyggor. Inga underarter finns listade i Catalogue of Life.